# 鱗笠藤壺
鱗笠藤壺（学名：Tetraclita squamosa）为笠藤壺科笠藤壺屬下的一个种。

## 扩展阅读
- 維基物種上的相關：鱗笠藤壺